# Senecio flaccidifolius
Senecio flaccidifolius là một loài thực vật có hoa trong họ Cúc. Loài này được Wedd. miêu tả khoa học đầu tiên năm 1855.